# Gräsaån
Gräsaån ( fi. Gräsanoja), vattendrag i Esbo, Nyland, Södra Finlands län. Gräsaån börjar vid Mankansbäcken och Lukubäcken och rinner ut i Gäddviken. Gräsaån utgör gränsen mellan Gäddvik och Mattby.